# Jordan Johnson
Jordan Johnson (Waukegan, Illinois, 26 de enero de 1995) es un baloncestista estadounidense que pertenece a la plantilla del Z Mobile Prishtina de la Superliga de Kosovo. Con 1,80 metros de estatura, juega en la posición de base.

## Trayectoria deportiva

### Universidad
Comenzó su carrera universitaria en el John Wood Community College de Quincy (Illinois), donde en su segunda temporada llevó al equipo a la final de la NJCAA, siendo elegido jugador del año de su conferencia y All-American, tras promediar 15,3 puntos, 6,1 asistencias, 3,9 rebotes y 1,2 robos de balón por partido.
En 2015 pasó a formar parte de los Panthers de la Universidad de Milwaukee, ya en la división I de la NCAA, donde jugó una temporada, promediando 13,0 puntos, 8,1 asistencias y 3,6 rebotes por encuentro, Consiguió el mejor promedio de pases de canasta de toda la liga, sólo superado por Kay Felder de la Universidad de Oakland, siendo incluido en el segundo mejor quinteto de la Horizon League.
En 2016 fue transferido a los Rebels de la Universidad de Nevada, Las Vegas, donde tras pasar el año en blanco que impone la NCAA, jugó su última temporada de universitario, en la que promedió 13,6 puntos, 6,0 asistencias y 2,8 rebotes por partido.

### Profesional
Tras no ser elegido en el Draft de la NBA de 2018, fue elegido por los Austin Spurs en el puesto 28 de la segunda ronda del Draft de la NBA Development League, pero fue despedido antes del comienzo del campeonato. En diciembre fue contratado por los Rio Grande Valley Vipers, donde en su primera temporada promedió 6,2 puntos y 4,5 asistencias por partido.